# Rocheova šupljina
Rocheova šupljina (prema francuskom matematičaru i astronomu Édouardu Rocheu) je prostor je oko zvijezde u sustavu dvojnih zvijezda u kojem je zvjezdana tvar gravitacijski vezana za pojedinu zvijezdu. U obliku je kapi koja je vrhom spojena na Rocheovu šupljinu druge zvijezde. Točka u kojoj se spajaju dvije Rocheove šupljine je unutarnja Lagrangeova točka i u njoj se poništavaju gravitacijske i plimne sile. Obujam Rocheove šupljine ovisi o masi zvijezda. Kada se tvar jedne zvijezde nađe izvan Rocheove šupljine (na primjer prilikom širenja crvenoga diva), ona struji prema drugoj zvijezdi (akrecijski disk).
Oblik Rocheove šupljine ovisi o odnosu masa zvijezda i treba ga dobiti računski. Pa ipak približno se može pretpostaviti da je ona sfera ili kugla jednakog obujma. Približna jednakost za polumjer te kugle je:
{\displaystyle {\frac {r_{1}}{A}}=0.38+0.2\log {\frac {M_{1}}{M_{2}}}}
za 
{\displaystyle 0.3<{\frac {M_{1}}{M_{2}}}<20}
i
{\displaystyle {\frac {r_{1}}{A}}=0.46224\left({\frac {M_{1}}{M_{1}+M_{2}}}\right)^{1/3}}
za 
{\displaystyle {\frac {M_{1}}{M_{2}}}<0.8}
gdje je: A - udaljenost između zvijezda, r1 - polumjer zvijezde mase m1,  m1- masa zvijezde za koju se računa polumjer r1 i M2 - masa druge zvijezde. Ova jednakost je točna unutar 2%.
Još jednu približnu jednakost je dao astronom Peter Eggleton (1982.):
{\displaystyle {\frac {r_{1}}{A}}={\frac {0.49q^{2/3}}{0.6q^{2/3}+\ln(1+q^{1/3})}}}
gdje je: q = M1 / M2. Ova jednakost slaže se s rezultatima opažanja unutar odstupanja od 1% za cijeli raspon q.